# Międzynarodowe triennale Małe Formy Grafiki
Międzynarodowe triennale Małe Formy Grafiki – impreza artystyczna organizowana przez Miejską Galerię Sztuki w Łodzi od 1979 roku, do roku 1993 odbywała się co dwa lata. Do udziału zaproszeni są artyści profesjonalni zajmujący się grafika warsztatową. Prace o maksymalnym rozmiarze 12 x 15 cm oceniane są przez jury, które nagradza dziesięć z nich wyróżnieniem  – Medalem Honorowym. Podczas wernisażu urządzana jest tradycyjna aukcja miniatur graficznych.